# Kinder- und Jugendliteraturpreis des Landes Steiermark
Der Kinder- und Jugendliteraturpreis des Landes Steiermark wurde bis 2022 alle zwei Jahre vom Land Steiermark für Spitzenleistungen auf dem Gebiet der Kinder- und Jugendliteraturverliehen.
Prämiert wurden noch nicht veröffentlichte deutschsprachige Manuskripte. Der Hauptpreis war zuletzt mit 7.400 Euro dotiert, der Sonderpreis zu wechselnden Themen (z. B. Bilderbuch 2014, Erstleseliteratur 2020) mit 3.700 Euro. Die Preisverleihung fand bis 2010 im Anschluss an die Eröffnung der Buchmesse Bookolino im Literaturhaus Graz statt. Von 2012 bis 2022 wurde der Preis jeweils bei der Herbsttagung des Lesezentrums Steiermark im November vergeben. 2024 wurde der Kinder- und Jugendliteraturpreis des Landes Steiermark nicht ausgeschrieben. 

## Preisträger
- 1989: Walter Thorwartl
- 1997: Elisabeth Ebenberger für Wenn Dornröschen wach wird (Kurzgeschichten für Jugendliche)
- 1998: Kurt Wölfflin
- 2002: Sonderpreis an Linda Wolfsgruber
- 2004: Helga Bansch für Rudi Schräg
- 2006: Adelheid Dahimène für das Manuskript Smeralda und die Stockwerke der Welt und Sonderpreis Bilderbuch an Stefanie Harjes für Komm, ich erzähl dir was vom Ferd
- 2008: Gabi Kreslehner für das Manuskript Ringlotten am Erdbeerbaum
- 2010: Gabi Kreslehner für das Manuskript himmelrot und Stefanie Harjes für das Bilderbuchprojekt Der Bus mit den eckigen Rädern
- 2012: Inken Weiand für das Manuskript Ich bin eine Prinzessin! und Sonderpreis (Autorinnen und Autoren unter 30) an Lena Hach
- 2014: Gabi Kreslehner für das Manuskript PaulaPaulTom ans Meer und Verena Hochleitner (Sonderpreis) für das Bilderbuchprojekt Der verliebte Koch, lobende Erwähnungen für die Manuskripte Das offene Fenster von Gregor Krammer und Dunkelgrau von Doris Fürk-Hochradl
- 2016: Elisabeth Etz für das Manuskript Morgen ist woanders und Christina Scheutz (Sonderpreis unter dem Motto Anders sein – anders schreiben – anders lesen) für das Manuskript Erika lässt wehen, lobende Erwähnungen für Thilo Bienia für das Manuskript Zett X und Antje Wagner für das Manuskript Hyde sowie Sonderpreis für Andreas Thaler und Lisa Maria Wagner (Bilderbuchprojekt Frida, Freude, Eierkuchen) und Tobias Steinfeld (Im Himmel gibt es Sucuk, soviel du willst)[2]
- 2018: Kathrin Steinberger für das Manuskript Rosengarten und Kerstin Kugler (Sonderpreis zur Themenvorgabe „Buben lesen Anderes und anders“) für das Manuskript Felix und Marvin suchen nach Regen, lobende Erwähnungen für Hannes Wirlinger mit dem Manuskript Vogelschorsch, Dirk Reinhardt mit dem Manuskript Frühling und Rosemarie Eichinger mit dem Manuskript Verschwörung xy[3]
- 2020: Margarita Kinstner für das Manuskript Theo, Tim, Kurkuma und ich und Sandra Niermeyer (Sonderpreis für Erstleseliteratur) für das Manuskript Die Kuh im Pool, lobende Erwähnungen für Katharina Bendixen für Taras Augen (Einreichung zum Hauptpreis) und Frauke Angel für ihre Sonderpreis-Einreichung Eitel und Sonnenschein[4]
- 2022: Stefanie Jerg für ihren Text Einz plus Einz, Ulla Schuh, Alissa Heinz und Gesa Will für Klecksereim. Kli-Kla-Klecks, Drache oder Hex? (Sonderpreis zum Thema "Das Kindergedicht im Rampenlicht") sowie eine lobende Erwähnung für Matthäus Bär für sein Manuskript Brettl Bande.[5]